# Angostura, Veracruz
Angostura är en ort i Mexiko.   Den ligger i kommunen Juan Rodríguez Clara och delstaten Veracruz, i den sydöstra delen av landet, 400 km öster om huvudstaden Mexico City. Angostura ligger 175 meter över havet och antalet invånare är 748.
Terrängen runt Angostura är huvudsakligen platt. Angostura ligger uppe på en höjd. Runt Angostura är det ganska glesbefolkat, med 39 invånare per kvadratkilometer. Närmaste större samhälle är Juan Rodríguez Clara, 19,2 km nordväst om Angostura. Omgivningarna runt Angostura är en mosaik av jordbruksmark och naturlig växtlighet.